# Sarah McBride
Sarah McBride (Wilmington, Delaware; 9 de agosto de 1990) es una política y activista LGBT estadounidense. En marzo de 2019 fue nombrada Secretaria Nacional de Human Rights Campaign (Prensa de la Campaña por los Derechos Humanos). McBride llegó a los titulares nacionales cuando reveló su condición de transgénero en su universidad mientras desempeñaba la función de presidenta del cuerpo estudiantil de la American University.
A McBride se le atribuye en gran medida la aprobación de la legislación en Delaware que prohíbe la discriminación basada en la identidad de género en el empleo, la vivienda, los seguros y las instalaciones públicas. En julio de 2016, fue oradora en la Convención Nacional Demócrata, convirtiéndose en la primera persona abiertamente transgénero en dirigirse a una convención de un partido importante en la historia de Estados Unidos. En 2020, McBride fue elegida senadora en el estado de Delaware, convirtiéndose así en la primera persona trans electa senadora.